# Христо Шанов (лекар)
 Тази статия е за лекаря.  За политика вижте Христо Шанов.  
Христо (Христаки) Д. Шанов е български лекар от епохата на Възраждането, работил в Костур.

## Биография
Христо Шанов роден в костурското село Яновени, Османската империя. Завършва медицина в Атинския и в Цариградския университет. Преселва се в Костур през 80-те години на XIX век и работи като лекар. Става училищен лекар на Костурското българско училище. В 1903 година, след молба на Костурската българска община, която издържа д-р Шанов, издръжката му започва да се субсидира с 15 лири годишно от българското външно министерство.